# Delta Hydrae
Delta Hydrae (δ Hya / 4 Hydrae) es una estrella en la constelación de la Hidra de magnitud aparente +4,14.
Se encuentra a 160 años luz del sistema solar.
No tiene nombre propio habitual, si bien, junto a ε Hydrae, ζ Hydrae, η Hydrae, ρ Hydrae y Al Minliar al Shuja (σ Hydrae), recibió, por parte de Ulugh Beg, el nombre de Min al Azʽal, «pertenecientes a la zona deshabitada».
Este mismo asterismo es conocido como Unwala, «el cangrejo», por los aborígenes de Groote Eylandt, la isla más grande del golfo de Carpentaria.

## Características
Delta Hydrae es una estrella blanca de la secuencia principal de tipo espectral A1Vnn con una luminosidad 47 veces superior a la luminosidad solar.
La teoría de estructura y evolución estelar da como resultado un radio 2,6 veces más grande que el del Sol.
Cabe destacar su elevada velocidad de rotación —267 km/s—, lo que provoca que tenga forma elipsoidal en vez de esferoidal; la temperatura efectiva medida —9400 K, inadecuada para su clase— puede atribuirse al hecho de que al estar la estrella achatada por los polos, la temperatura en dichas regiones es más alta que en la zona ecuatorial.
Igualmente, la discrepancia entre el radio calculado a partir de la teoría y el computado por la medida de su diámetro angular, significativamente más grande este último, puede tener su origen en su rápida rotación.
Su período de rotación es inferior a medio día.
Tiene una masa igual a 2,4 masas solares y una edad de 630 millones de años.

## Compañera estelar
Delta Hydrae tiene una compañera estelar cuya separación visual con ella es de 2,6 segundos de arco.
De magnitud 11, probablemente es una enana naranja de tipo K5V.
La separación entre las dos estrellas es de al menos 130 UA, siendo el período orbital igual o mayor de 820 años.
El sistema emite rayos X, probablemente originados en esta componente secundaria.